# فوتوكوبي
فوتوكوبي فيلم دراما مصري من إنتاج سنة 2017. الفيلم من إخراج تامر عشري، وتأليف هيثم دبور، وإنتاج صفي الدين محمود وشركة ريد ستار للإنتاج الفني والتوزيع السينمائي، ومن بطولة محمود حميدة، وشيرين رضا، وعلي الطيب، وفرح يوسف، وأحمد داش. حصل الفيلم على العديد من الجوائز أهمها، جائزة أفضل فيلم في مهرجان طرابلس عام 2018. جائزة أفضل سيناريو في مهرجان وهران الدولي للفيلم العربي. وحصل على نجمة الجونة الذهبية لأفضل فيلم عربي في مهرجان الجونة السينمائي في دورته الأولى عام 2017.

## القصة
(محمود) رجل متقاعد يعيش وحيدًا بلا عائلة في أواخر الخمسينيات من عمره، صاحب مكتبة لتصوير ونسخ المستندات في حي عبده باشا، في أحد الأيام أثناء تصويره للمستندات يجد موضوعًا عن الديناصورات ليبدأ رحلته من الهوس بالبحث عن أسباب انقراضها، يدفعه هذا الهوس بالديناصورات إلى إعادة اكتشاف الحب والصداقة والأبوة والمعنى الحقيقي للحياة. ويتعلق قلب محمود بجارته المسنة (صفية) التي تعيش وحيدة أيضا بعد أن مات زوجها وسافر ابنها للعمل بالخارج.
يحمل الفيلم طابعًا إنسانيًا رقيقًا ينعكس في التعامل الهادئ والمهذب لمحمود مع جيرانه وأبناء المنطقة حتى من هم أصغر منه سنًا، ويضيف حبه لجارته صفية خيطًا رومانسيًا غير مألوف للفئة العمرية التي تخطت سن الستين والتي قليلًا ما تناولتها السينما المصرية.

## طاقم التمثيل
- محمود حميدة بدور محمود[6][7]
- شيرين رضا بدور صفية
- بيومي فؤاد بدور حسني
- علي الطيب بدور أسامة
- فرج يوسف بدور داليا
- أحمد داش بدور عبد العزيز
- عايدة الكاشف بدور بسنت
- يوسف عثمان بدور هشام
- محمد جمال قلبظ بدور أنس
- وليد الهندي بدور جمال
- مروة أنور بدور مروة
- بريهان باهر
- أحمد مجدي
- عمرو عبد الحليم بدور أحمد شوقي
- صبري فواز
- سامي عبد الحليم بدور باهي
- حسن العدل
- حسن محفوظ
- بطرس باركو بدور عثمان
- أحمد علاء
- هايدي مرعي
- عبد القادر محمد
- وليد عبد الغني
- محمد السيسي
- مختار رجب
- محمد بكري
- محمد عبد المعز بدور سيد
- معتصم شعبان بدور المحاسب
- عمرو أحمد
- كريم أحمد
- محمد الدمراوي
- عمرو حمدي
- محمد بدر الدين

## الإيرادات
حقق الفيلم إيرادات عالية خلال الأسبوع الأول من عرضه، وصلت إلى 431,650  جنيه مصري، وبذلك يتفوق على جميع الأفلام المعروضة. وبعد الدخول في الأسبوع الثالث من عرض الفيلم بدور السينما المصرية، قررت شركة دولار فيلم رفعه من معظم السينمات لصالح أفلام أخرى. وإجمالي ما حققه الفيلم هو 758,249 جنيه مصري.

## الإنتاج

### التصوير
إستغرق تصوير الفيلم أقل من أربعة أسابيع وتم إختيار أحد شوارع حي مصر الجديدة للتصوير بدلًا من حي العباسية الذي تدور فيه الأحداث نظرًا للطبيعة المزدحمة للعباسية.

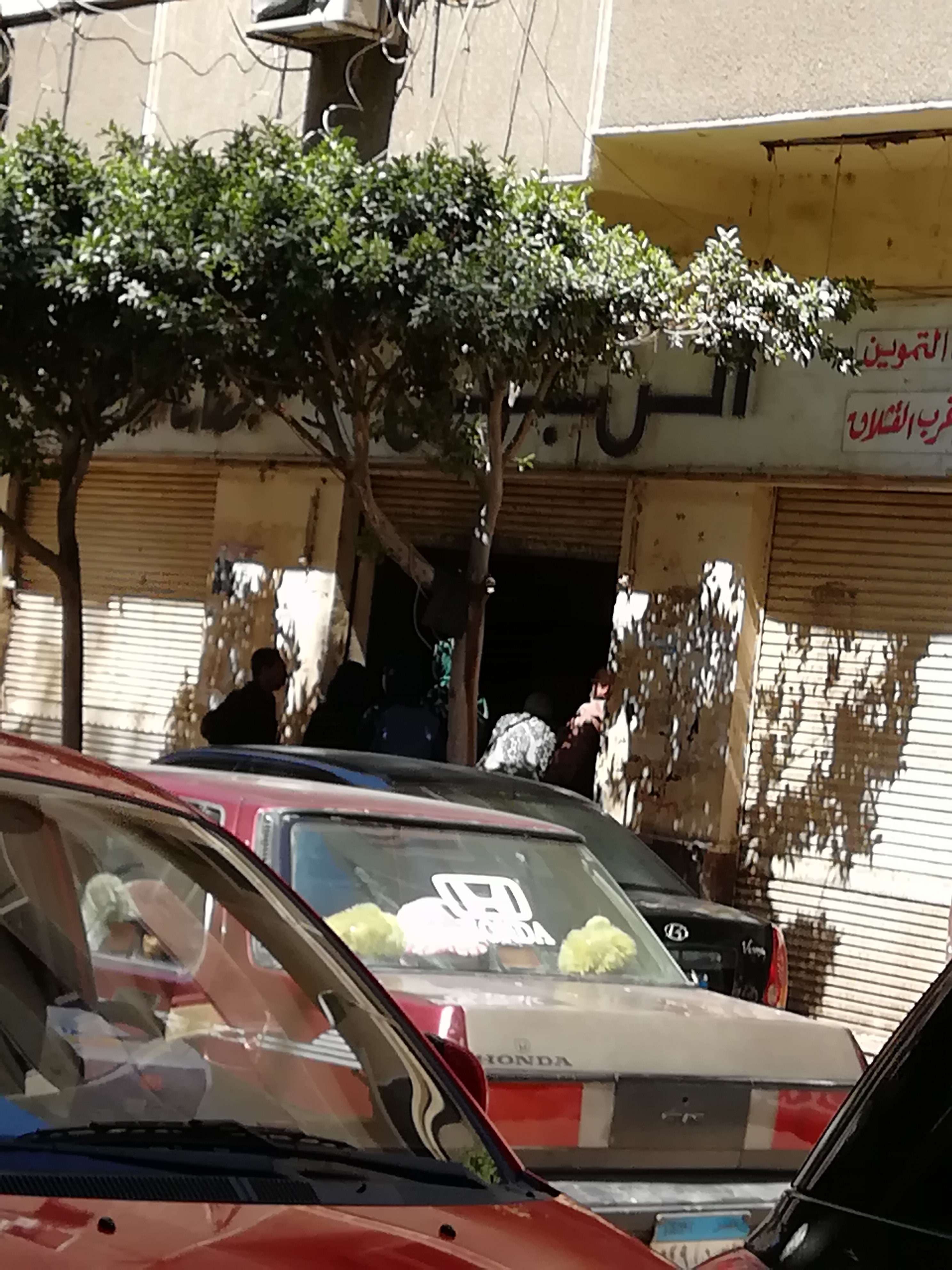
محلات في حي العباسية.

## وصلات خارجية
- فوتوكوبي على موقع قاعدة بيانات الأفلام العربية
- فوتوكوبي على موقع IMDb (بالإنجليزية)